# Colobothea femorosa
Colobothea femorosa es una especie de escarabajo longicornio del género Colobothea, categorizada en la tribu Colobotheini, de la subfamilia Lamiinae. Fue descrita por Erichson en 1847.

## Descripción
Mide 11 mm de longitud.

## Distribución
Se distribuye por Ecuador y Perú.